# Референдум о аутономији Срба у Хрватској
Референдум о аутономији Срба у Хрватској био је референдум, односно плебисцит о политичкој аутономији српског народа у Хрватској. Одржан је у периоду од 19. августа до 2. септембра 1990. године, првенствено у српским срединама на подручју тадашње југословенске федералне јединице Хрватске, али и међу Србима који су били пореклом са тих простора, али су живели у другим деловима Југославије. Расписан је од стране Српског националног вијећа, које је одлуку о одржавању референдума донело 31. јула, као одговор на претходно усвајање спорних амандмана на Устав Републике Хрватске, који су проглашени 25. јула од стране Сабора Републике Хрватске.
Према званичним резултатима, који су објављени 30. септембра, од укупног броја гласалих (567.317) у оквиру административних граница Хрватске, за српску аутономију у Хрватској изјаснило се чак 567.127 грађана, док је против гласало свега 144, уз 45 неважећих листића. У осталим деловима Југославије, од укупног броја гласалих (189.464), позитивно се изјаснило чак 189.422 грађана, док је против гласало свега 28, уз 14 неважећих листића. У укупном збиру, од 756.781 гласалих, за српску аутономију у Хрватској изјаснило се чак 756.549 грађана, док је против гласало свега 172, уз 60 неважећих листића.
Истога дана (30. септембра), Српско национално вијеће је на седници одржаној у Србу донело одлуку о проглашењу аутономије српског народа у Хрватској као федералној јединици у саставу Југославије.